# Pitt Ocha et la Tisane de couleurs
Albums de Les Ogres de Barback
La fabrique à chansons
(2012) Vous m'emmerdez !
(2014)
Pitt Ocha et la Tisane de couleurs est le quatorzième album des Ogres de Barback sorti le 26 mars 2013.

## Présentation
Troisième volume de la série des albums Pitt Ocha, cet opus sort 10 ans après le premier Pitt Ocha, le personnage pour enfants des Ogres de Barback.
On retrouve sur cet album des collaborations avec de nombreux artistes de la scène musicale française : Thomas Fersen, Juliette, Anne Sylvestre ou encore Manu Chao.
L'album se compose de deux parties, la première comprend 14 chansons, la seconde consiste en un conte musical racontant une aventure de Pitt Ocha.

## Titres
| No  | Titre                                                   | Avec | Durée      |
| --- | ------------------------------------------------------- | --- | ---------- |
| 1.  | Trip in My Heart                                        | Les Ogres et les Ogrillons | 3 min 19 s |
| 2.  | Le Vagabond                                             | Thomas Fersen, Rita Macêdo, les Ogres et les Ogrillons | 3 min 22 s |
| 3.  | Les Sabots d'Hélène                                     | Les Ogres et les Ogrillons | 3 min 55 s |
| 4.  | Dors, dors mon tout petit                               | Anne Sylvestre et les Ogres | 2 min 16 s |
| 5.  | Varicelle                                               | Les Ogres | 3 min 16 s |
| 6.  | Dans la famille                                         | Juliette et les Ogres | 2 min 34 s |
| 7.  | Adieu Paure Carnavas                                    | Occitania All Stars et les Ogres | 4 min 37 s |
| 8.  | La Grotte de Mr Cosquer                                 | Moussu T e lei Jovents et les Ogres | 2 min 44 s |
| 9.  | Petit Frère                                             | Emily Loizeau, Les Monstroplantes et les Ogres | 2 min 18 s |
| 10. | Ces petits riens                                        | Les Ogres et les Ogrillons | 3 min 08 s |
| 11. | Petit, Petit Blues                                      | Manu Chao et les Ogres | 3 min 00 s |
| 12. | À vous la Terre                                         | Les Ogres et les Ogrillons | 3 min 42 s |
| 13. | Ssendu                                                  | Origines Contrôlées et les Ogres | 4 min 36 s |
| 14. | Par'dis                                                 | Thomas Fersen, Emily Loizeau, Soopa, Mouss et Hakim, Camille Simeray, Juliette, Rita Macêdo, Danyèl Waro, Anne Sylvestre, Moussu T e lei Jovents, Manu Théron, Maria Mazzotta et les Ogres | 3 min 37 s |
| 15. | Pitt Ocha et la Tisane de couleurs (le conte), partie 1 | | 17 s       |
| 16. | La Tisane 1                                             | | 1 min 41 s |
| 17. | Ding, Dong                                              | Maria Mazzotta et les Ogres | 2 min 31 s |
| 18. | Les Couleurs 1                                          | | 58 s       |
| 19. | La Tisane 2                                             | | 1 min 21 s |
| 20. | Takadimi                                                | | 1 min 20 s |
| 21. | Belle Tsigane                                           | | 2 min 45 s |
| 22. | Notre pays est malade                                   | | 52 s       |
| 23. | L'Enquête 1                                             | | 2 min 37 s |
| 24. | Pauvre Papa                                             | Polo, les Ogres et les Ogrillons | 3 min 19 s |
| 25. | Devant l'usine 1                                        | | 50 s       |
| 26. | L'Enquête 2                                             | | 1 min 37 s |
| 27. | 1,2,3 Pitt Ocha                                         | Les Ogres et les Ogrillons | 54 s       |
| 28. | Les Couleurs 2                                          | | 58 s       |
| 29. | Devant l'usine 2                                        | | 58 s       |
| 30. | Ara More                                                | Kesaj Tchavé et les Ogres | 2 min 59 s |
| 31. | Tizan                                                   | Danyèl Waro et les Ogres | 7 min 00 s |